# كوهي هاياشي
كوهي هاياشي (باليابانية: 林 晃平) (مواليد 27 يونيو 1978)، هو لاعب كرة قدم ياباني سابق كان يلعب كمهاجم.

## وصلات خارجية
- كوهي هاياشي على موقع رابطة كرة القدم اليابانية للمحترفين (اليابانية)
- كوهي هاياشي على موقع عالم كرة القدم.نت (الإنجليزية)